# Llanidloes
Llanidloes is een plaats in het Welshe graafschap Powys.

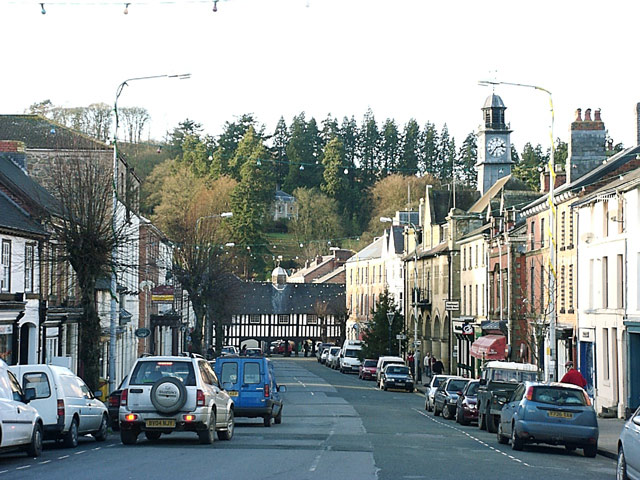
Straatbeeld

Llanidloes telt 2314 inwoners.